# Фантапье, Луиджи
Луиджи Фантапье (итал. Luigi Fantappié; 15 сентября 1901, Витербо, Лацио[…] — 28 июля 1956, Bagnaia, Лацио[…]) — итальянский математик. Известен работами по теории аналитических функционалов.

## Биография
Окончил среднюю нормальную школу в Пизе в 1922 году, преподавал в различных итальянских
университетах до 1934 года, затем переехал в Сан-Паулу в Бразилию для создания математического института местного университета. В 1940 году он вернулся в Италию в качестве преподавателя в Национальном институте высшей математики в Риме.
22 мая 1946 года в Риме, в церкви Челленджера, он женился на жительнице Витербо Марии Квадрани. Детей у них не было.
С 1954 года он был членом Национальной академии деи Линчеи. В 1955 году был награждён золотой медалью деятелей культуры.
Он умер в возрасте 55 лет, пораженный тромбозом. Его могила находится в г. Багнайе в провинции Витербо.
В честь его имени названа средняя школа I степени в г. Витербо.

## Научные достижения
В 1942 году он разработал "единую теорию физического и биологического мира", где он представил концепцию синтропии, которая формально эквивалентна концепции информации, впервые разработанной Ральфом Хартли в 1928 году, и концепции негэнтропии (или отрицательной энтропии), предложенной Эрвином Шредингером в 1943 году.
Теория основана на идее, что прямые и обратные по времени решения волнового уравнения представляют собой энтропические и «синтропические» процессы: прямые по времени решения описывают общие физические явления, в которых энтропия увеличивается, в то время как обратные по времени решения, наоборот, описывают физические явления с уменьшением энтропии. Концепция негентропии, аналогичная концепции синтропии, рассматривается многими российскими последователями Николая Козырева и его теории потоков плотности времени.
Фантапье разработал теорию аналитических функционалов и применил её аппарат к задачам интегрирования уравнений в частных производных. Также он использовал аппарат символического исчисления операторов в теории дифференциальных уравнений.
Позже его исследования касались теории относительности Альберта Эйнштейна и её возможного уточнения. В 1952 году он разработал теорию физических Вселенных, основанную на теорию групп. В этой области, в 1954 году, с его написанием «о новой теории окончательной относительности», Фантапье предложил возможное расширение в космическом масштабе теории относительности.

## Труды
- I funzionali analitici, Città di Castello, Soc. anonima tipografica, 1930.
- Integrazione per quadrature dei sistemi a derivate parziali lineari, Palermo, Tip. Matematica, 1933.
- Principi di una teoria unitaria del mondo fisico e biologico, Roma, Humanitas Nova, 1944.
- Opere scelte, a cura dell’Unione matematica italiana e col contributo del Consiglio nazionale delle ricerche, Bologna, Unione Matematica Italiana, 1973.
- Conferenze scelte, Roma, Di Renzo Editore, 1991.
- Sui fondamenti gruppali della fisica, Bologna, Andromeda, 1995.
- Che cos'è la sintropia: principi di una teoria unitaria del mondo fisico e biologico e conferenze scelte, Roma, Di Renzo Editore, 2011, ISBN 978-88-8323-258-9.